# Ряска триборозниста
Ряска триборозниста, ряска триборозенчата (Lemna trisulca) — багаторічна водна рослина, вид роду ряска (Lemna) підродини ряскових із родини кліщинцевих (Araceae).

## Ботанічний опис
Найбільша рослина роду.
Стебла — напівпрозорі пластинки, без листя, в числі від трьох до п'ятдесяти, 3–15 (20) мм довжиною, 1–5 мм шириною, в 2–3,5 рази в довжину більше ширини, з кожного боку з однією жилкою, до верхівці звужені і іноді злегка неправильно зазубрені, дорослі до основи звужені в досить довгу, до 10 мм завдовжки, ніжку, яка виступає з материнського екземпляра, блідо-зелені, ланцетоподібні. Стебла утворюють довгі, іноді розгалужені, спіралеподібні ланцюжка. Перед зимівлею пластинки потовщуються, стають більш округлими, заповнюються крохмалем, стають важчими і осідають на дно.
Розмножується вегетативно.
Коріння іноді відсутнє.
Цвіте іноді в червні — липні, а плодоносить рідко. Суцвіття спочатку оточене рудиментарним плівчастим покривалом, на зразок мішечка. Квітка складається з одного маточки і двох тичинок, без оцвітини.
Плоди симетричні, 0,6–0,9 мм завдовжки, 0,7–1,2 мм завширшки, з крилоподібними краями; крило близько 0,15 мм завширшки, стовпчик близько 0,15 мм довжиною.
Насіння 0,6–1,1 мм довжиною, 0,5–0,8 мм завтовшки, з 12–18 помітними ребрами.

## Практичне використання
Вирощується як акваріумна рослина.

## Розмноження
У розведенні ряски триборозенчатої особливих труднощів не виникає. Від великої зарості відокремлюють невелику частину. За умов, комфортних для рослини, з декількох листочків може утворитися нова рослина. У природних умовах ряска досить швидко утворює зарості і вкриває всю поверхню водойми. Теж саме відбудеться і в акваріумі, якщо не стежити за рослиною. Тому, щоб уникнути сильного затемнення акваріума, необхідно регулярно проріджувати зарості ряски триборозенчатої.

## Умови утримання
Для утримання ряски триборозенчатої найкраще підійде помірно теплий акваріум. Оптимальні параметри води: загальна жорсткість до 8 ° реакція — нейтральна або слабо кисла, температура води — в межах 18-22 °С. Рослина в слабо лужній холодній воді гине. Освітлення в акваріумі для ряски триборозенчатої має бути сильним, але розсіяне. Рослина не любить прямого сонячного світла. При штучному освітленні можна застосовувати лампи денного світла (тип ЛБ), потужність яких не повинна бути менше 0,5 Вт на літр води. Використовувати лампи розжарювання не рекомендується, тому що вони впливають не температуру верхнього шару води. Вода, в якій росте ряска, повинна бути чистою, так як осідають на її листі частинки муті погіршують їх харчування і рослина гине. В акваріумів ряска триборозенчата особливо широкого поширення не знайшла. Пов'язано це з сезонним характером росту акваріумних рослин. До зими її містять в акваріумі, а на період зимівлі переносять в неглибоку ємність. При зимовому утриманні підтримується температура в межах 5–12 ° С і слабке освітлення. Рослини, що перезимували, переносять навесні в теплий акваріум.